# Attignat-Oncin
Pour l’article homonyme, voir Attignat.
Attignat-Oncin est une commune française située dans le département de la Savoie, en région Auvergne-Rhône-Alpes.
Petite commune rurale située dans l'Avant-Pays savoyard, Attignat-Oncin est positionnée à quelques kilomètres au sud du lac d'Aiguebelette, et celle-ci appartient à la communauté de communes qui gère ce grand lac naturel de France.
Historiquement, le territoire communal se présentait, durant le Moyen Âge, en deux paroisses distinctes, celle de d'Attignat (Saint-Martin) et celle d'Oncin (Saint Roch) qui furent ensuite réunies en une seule commune au cours de la Révolution française. Attignat-Oncin devint définitivement française lors de l'annexion de la Savoie à la France, le 24 mars 1860.
En outre, la commune, qui est située dans le canton de Pont de Beauvoisin depuis 2014, est adhérente au parc naturel régional de la Chartreuse et abrite sur son territoire un grand domaine forestier, situé sur les pentes occidentales de la chaîne de l'Épine. Cette chaîne jurassienne comprend de nombreux sommets, dont le mont Grelle, qui marque le point culminant de la commune.

## Géographie

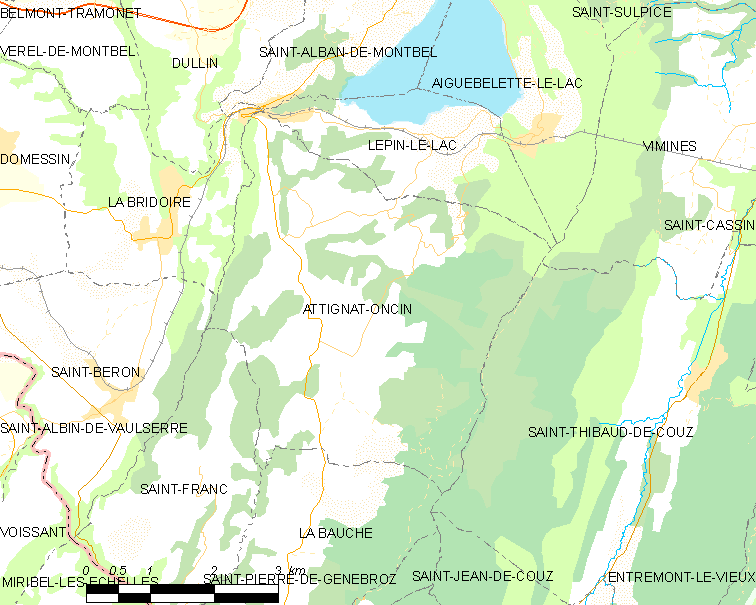
Plan du territoire d'Attignat-Oncin

### Situation
La commune est située dans le département de la Savoie, dans l'arrondissement de Chambéry ainsi que dans l'ancien Canton des Échelles, rattaché depuis 2014 au canton du Pont-de-Beauvoisin depuis le redécoupage cantonal de 2014.
Les villages les plus proches d'Attignat-Oncin sont Saint-Franc, La Bauche, La Bridoire, Lépin-le-Lac, Saint-Béron, Aiguebelette-le-Lac, Saint-Alban-de-Montbel, tous situés à moins de cinq kilomètres du bourg. La commune se trouve à 32 km de Chambéry, chef-lieu du département de la Savoie.
En ce qui concerne les grandes villes, le centre d'Attignat-Oncin est situé à 78,5 km de Lyon, préfecture de la région Auvergne-Rhône-Alpes ainsi qu'à environ 248 km de Marseille et 455 km de Paris.
La commune qui se situe au sud du département de la Savoie, est adhérente au parc naturel régional de Chartreuse ainsi qu'à la Communauté de communes du Lac d'Aiguebelette.

### Description
Attignat-Oncin est une commune rurale, composée de forêts qui constitue environ un tiers de sa superficie, ainsi que de nombreuses surfaces agricoles, notamment des pâturages et des prés.
La commune se présente sous la forme un bourg de taille modeste entourée de nombreux hameaux, tous situés sur un plateau de moyenne altitude (570 mètres), en bordure orientale de le chaînon méridional de l’Épine dont le point culminant, le mont Grêle, se trouve sur le territoire communal, est à 1 425 mètres d'altitude. Le territoire communal est traversé par le GR9 qui sillonne ce massif.
La commune comprend également de nombreux hameaux et son territoire s'étend au nord jusqu'à quelques mètres de la rive gauche du Tier (ou Thiez), cours d'eau qui sert de déversoir au lac d'Aiguebelette, au niveau du Gué des planches, lieu-dit partagé les communes de Saint-Alban-de-Montbel et de Lépin-le-Lac.

### Géologie et relief

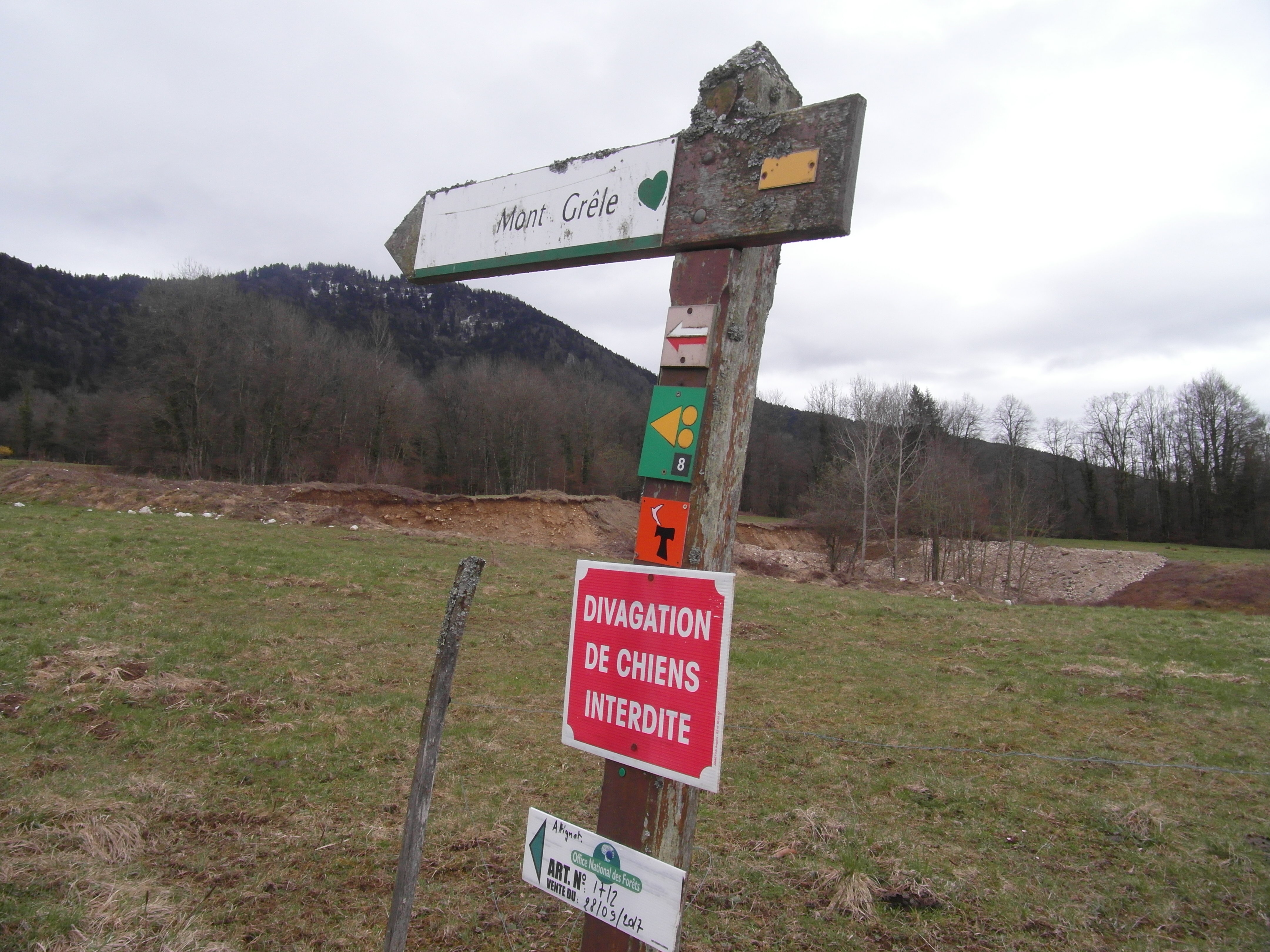
Route du Mont Grêle

Le territoire d'Attigna-Oncin se situant sur le versant occidental du Mont Grêle, lequel représente la partie méridionale de la chaîne jurassienne de l'Épine. Après ce sommet, ce chaînon s'abaisser de façon progressive jusqu'à s'effacer totalement dans le synclinal de Voreppe, au niveau du territoire de la commune des Échelles.
Au sud du territoire, jusqu'au Mont Beauvoir, le versant occidental de ce chaînon se révèle affectée par un chevauchement appartenant au flanc oriental de l'anticlinal du Mont Grelle. On peut y constater des couches urgoniennes dessiner une charnière anticlinale en genou se déviant vers l'ouest, mais se poursuivant partiellement vers le sud dans les pentes montagneuses dominant Le territoire de la commune voisine de La Bauche. Il s'agit d'un prolongement de la faille de l'Épine.

### Hydrographie

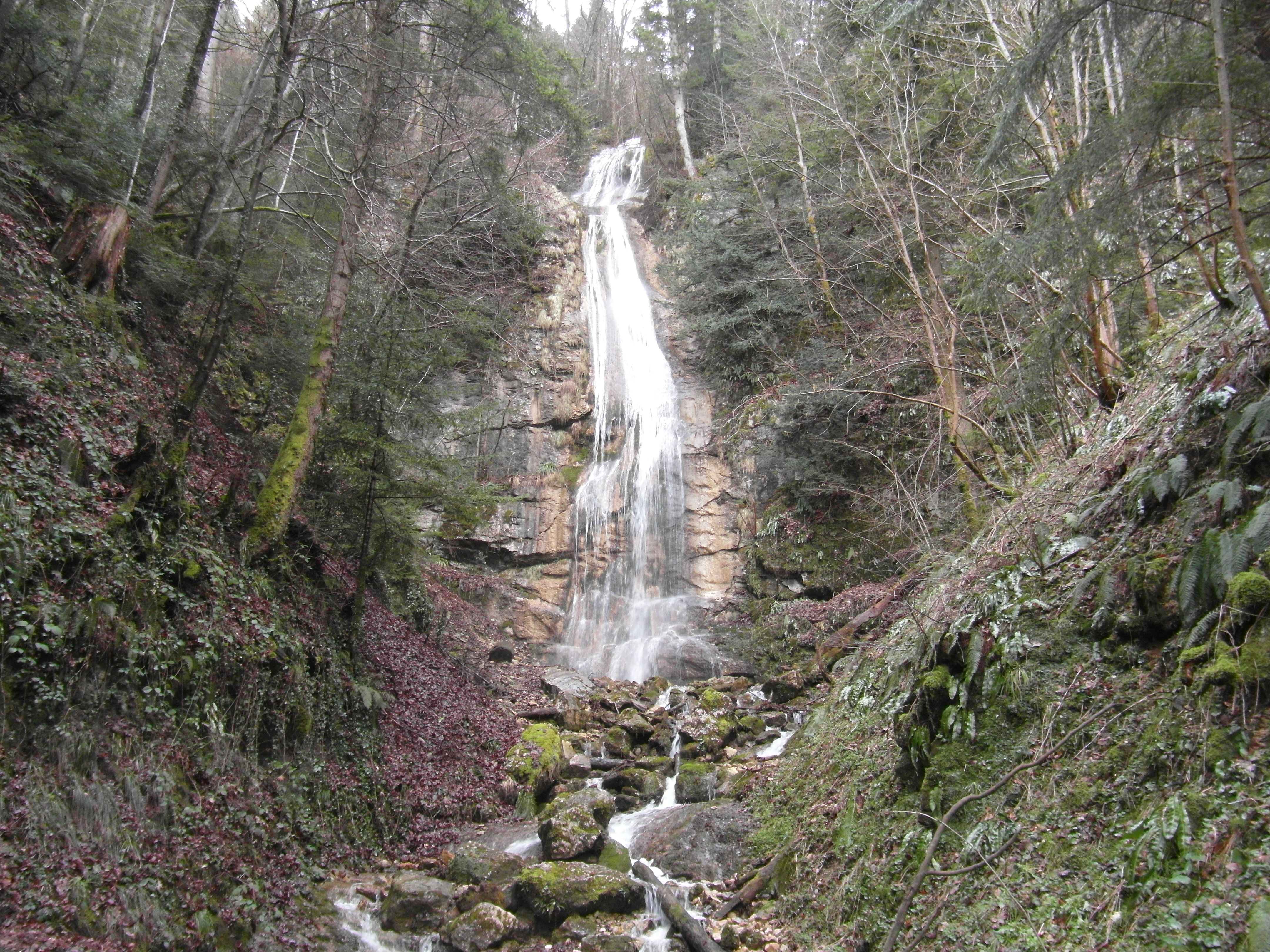
Cascade la Pissoire

Quelques ruisseaux sillonnent le territoire de la commune.
- le ruisseau du Grand-Lieu
- le ruisseau du Merderet
- le ruisseau de quinze sous
- le ruisseau de la Pissoire
- le ruisseau du Verney
- le ruisseau du Grenan

### Climat
Pour des articles plus généraux, voir Climat d'Auvergne-Rhône-Alpes et Climat de la Savoie.
En 2010, le climat de la commune est de type climat de montagne, selon une étude du Centre national de la recherche scientifique s'appuyant sur une série de données couvrant la période 1971-2000. En 2020, Météo-France publie une typologie des climats de la France métropolitaine dans laquelle la commune est exposée à un climat de montagne ou de marges de montagne et est dans la région climatique Alpes du nord, caractérisée par une pluviométrie annuelle de 1 200 à 1 500 mm, irrégulièrement répartie en été.
Pour la période 1971-2000, la température annuelle moyenne est de 10,2 °C, avec une amplitude thermique annuelle de 17,9 °C. Le cumul annuel moyen de précipitations est de 1 435 mm, avec 10,2 jours de précipitations en janvier et 8,4 jours en juillet. Pour la période 1991-2020, la température moyenne annuelle observée sur la station météorologique de Météo-France la plus proche, « Pont-de-Beauvoisin », sur la commune du Pont-de-Beauvoisin à 9 km à vol d'oiseau, est de 11,8 °C et le cumul annuel moyen de précipitations est de 1 166,3 mm,. Pour l'avenir, les paramètres climatiques de la commune estimés pour 2050 selon différents scénarios d'émission de gaz à effet de serre sont consultables sur un site dédié publié par Météo-France en novembre 2022.

#### Températures des minimales et maximales enregistrées en 2017
| Mois                              | jan. | fév. | mars | avril | mai  | juin | jui. | août | sep. | oct. | nov. | déc. |
| --------------------------------- | ---- | ---- | ---- | ----- | ---- | ---- | ---- | ---- | ---- | ---- | ---- | ---- |
| Température minimale moyenne (°C) | −5   | 1,8  | 4,4  | 4,5   | 9,9  | 15,7 | 15,6 | 15,2 | 9,1  | 5,7  | 2,2  | −0,4 |
| Température maximale moyenne (°C) | 3,4  | 12,3 | 16,3 | 18,1  | 22,2 | 28,1 | 28,1 | 27,7 | 20,8 | 19,1 | 10   | 6    |

### Voies routières et transport

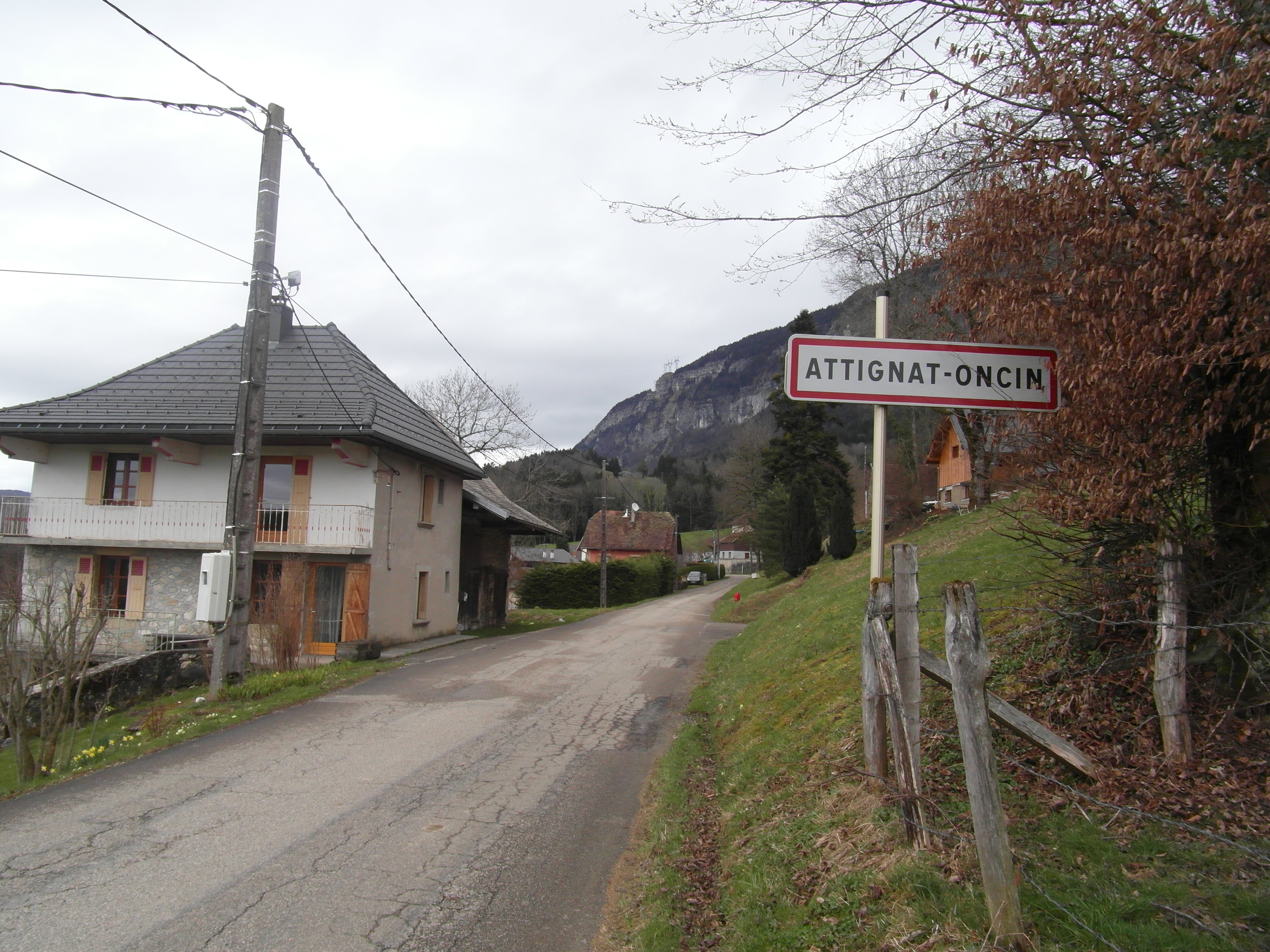
Entrée de la commune

#### Voies routières
- Liaison autoroutière

L'autoroute le plus proche de la commune est l'autoroute A49, connue sous l'appellation d'autoroute de la Maurienne relie Lyon à Modane. La sortie No 12, située au km 79, permet de rejoindre la commune par la route départementale 921, via Saint-Alban-de-Montbel.
 12 à 79 km : « Lac d'Aiguebelette »
- La RD 921

La route départementale 921 (RD921) qui traverse le territoire communal dans un axe nord-sud, relie le centre-ville des Échelles à la commune de Novalaise (lieu-dit « le lac »).
- La RD 39 et la RD39A

La route départementale 921 (RD39) qui traverse le territoire communal dans un axe est-ouest relie la commune de Saint-Béron (lieu-dit des « gorges de Chailles » au centre-ville d'Aiguebelette-le-Lac.
La RD 39a se sépare de la RD39, au lieu-dit « La Génaz » pour rejoindre le bourg central de la commune de Lépin-le-Lac.

#### Liaison ferroviaire
La gare la plus proche de la commune est la Gare de Lépin-le-Lac - La Bauche, située sur le territoire de la commune de Lépin-le-Lac, à quelques centaines de la limite septentrionale de la commune d'Attignat-Oncin, non loin du lieu-dit du « Gué des planches ». Cette gare est desservie par des trains TER Auvergne-Rhône-Alpes.

## Urbanisme

### Typologie
Au 1er janvier 2024, Attignat-Oncin est catégorisée commune rurale à habitat très dispersé, selon la nouvelle grille communale de densité à sept niveaux définie par l'Insee en 2022.
Elle est située hors unité urbaine. Par ailleurs la commune fait partie de l'aire d'attraction de Chambéry, dont elle est une commune de la couronne,. Cette aire, qui regroupe 115 communes, est catégorisée dans les aires de 200 000 à moins de 700 000 habitants,.

### Occupation des sols
L'occupation des sols de la commune, telle qu'elle ressort de la base de données européenne d’occupation biophysique des sols Corine Land Cover (CLC), est marquée par l'importance des forêts et milieux semi-naturels (52,3 % en 2018), en diminution par rapport à 1990 (54,7 %). La répartition détaillée en 2018 est la suivante : 
forêts (52,1 %), prairies (40,4 %), zones agricoles hétérogènes (7,3 %), zones urbanisées (0,1 %), milieux à végétation arbustive et/ou herbacée (0,1 %).
L'IGN met par ailleurs à disposition un outil en ligne permettant de comparer l’évolution dans le temps de l’occupation des sols de la commune (ou de territoires à des échelles différentes). Plusieurs époques sont accessibles sous forme de cartes ou photos aériennes : la carte de Cassini (XVIIIe siècle), la carte d'état-major (1820-1866) et la période actuelle (1950 à aujourd'hui).

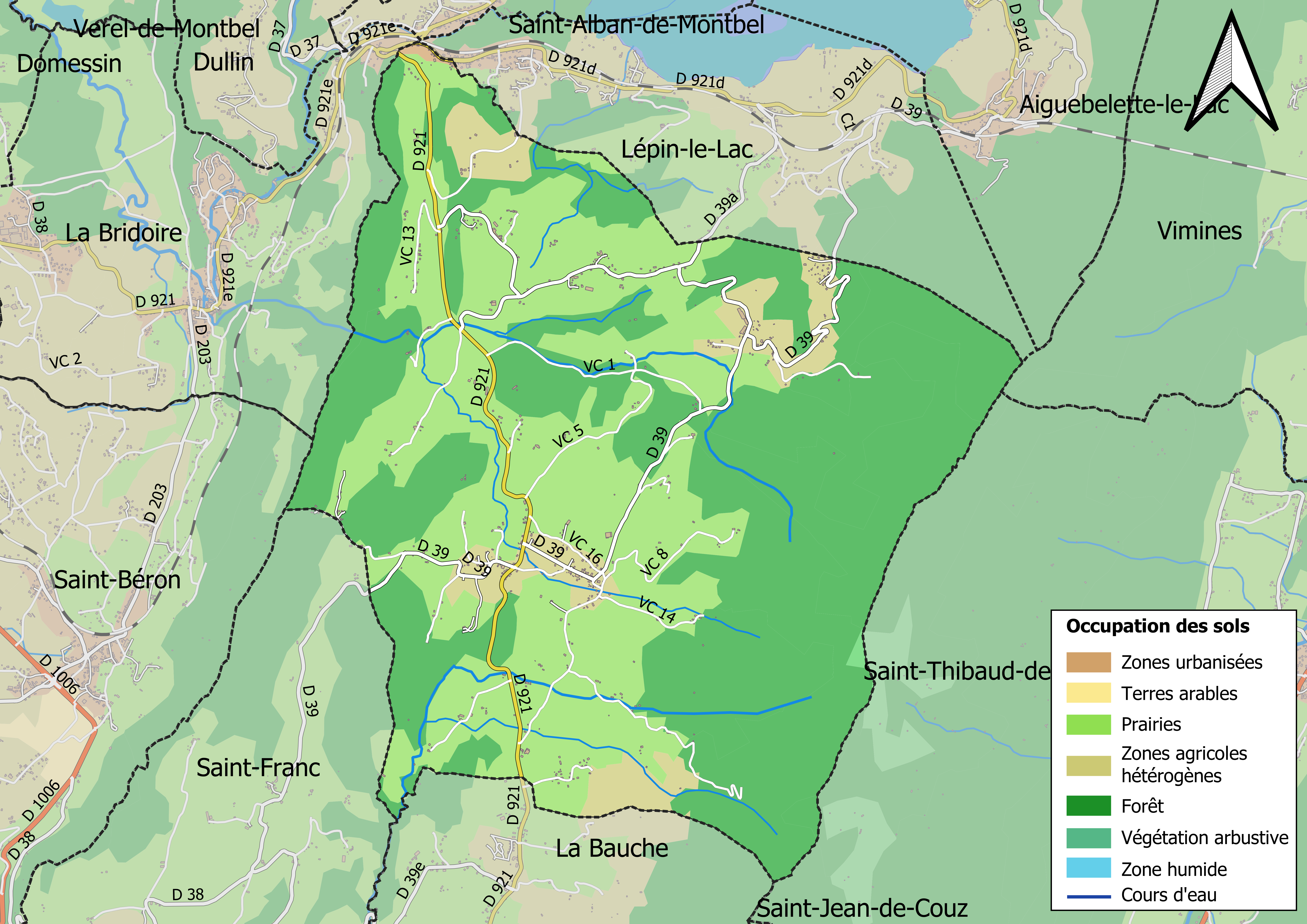
Carte des infrastructures et de l'occupation des sols en 2018 (CLC) de la commune.
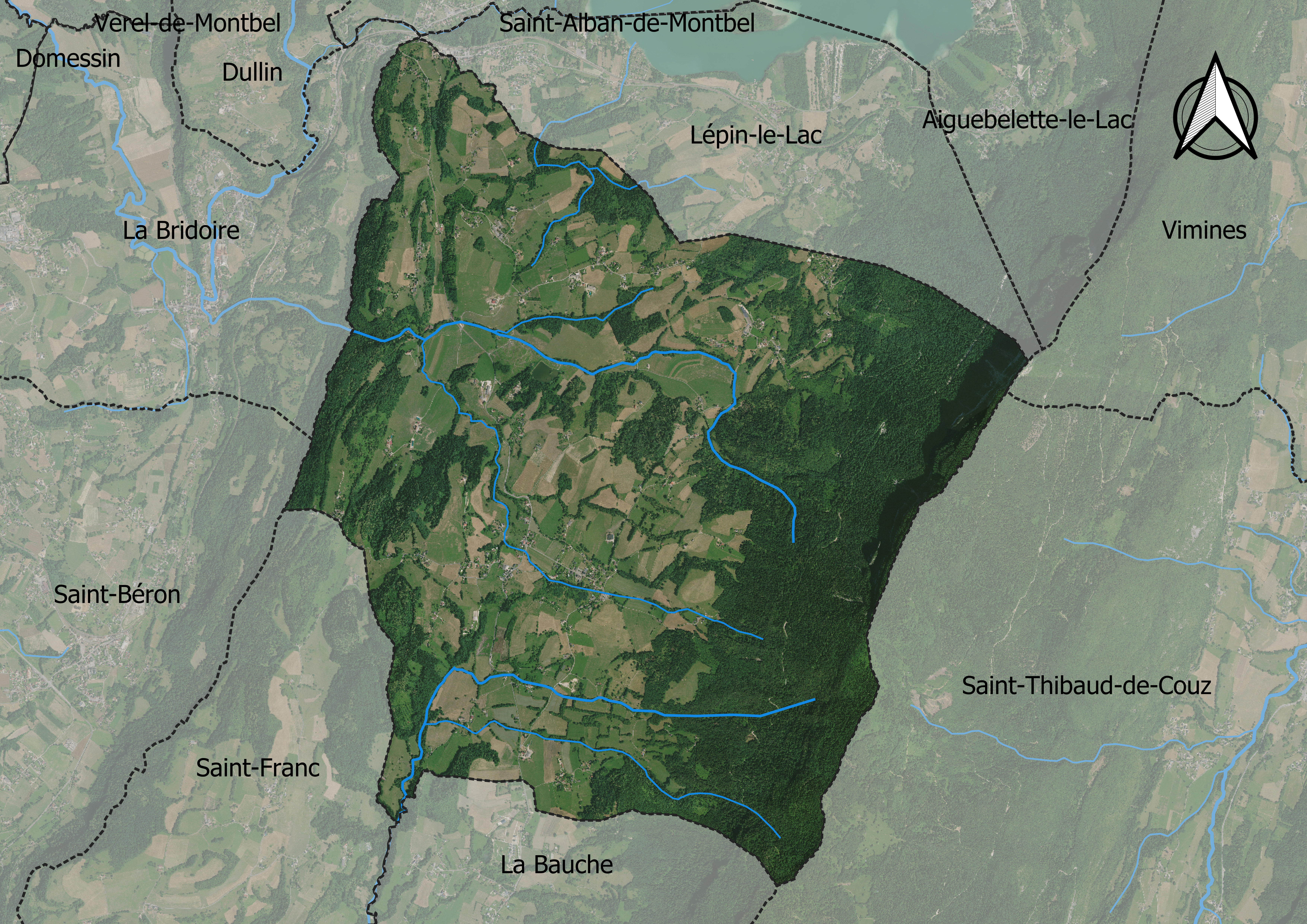
Carte orthophotogrammétrique de la commune.

### Hameaux, écarts et lieux-dits
Voici, ci-dessous, la liste la plus complète possible des divers hameaux, quartiers et lieux-dits résidentiels urbains comme ruraux qui composent le territoire de la commune des Échelles, présentés selon les références toponymiques fournies par le site géoportail de l'Institut géographique national. Les principaux hameaux de la commune sont indiqués en caractères italique, conformément aux indications de la carte IGN.
| - La Pinière - La Burlatière - Le Mas - Image - Le Truchet - Le Magnin - Le Perrin - Les Chapelles - Le Cotillon - La Relière - La Fardelière - La Génaz - La Marinière - Rué - Morel | - Béranger - Verchère - La Paluette - Les Plattières - Le Village - La Ciétaz - Le Chaboud - La Georgeat - Gruat - Landre - Coudurier - Le Picard - Les Grandes Pièces - La Cottardière - La Charrière | - Les Fontaines - Plan Rosset - La Bourbonnière - Bohème - la Fauchère - Morotiot - La Rousse - Le Plat - Le Mollard Favier - Attignat - Grand Chemin - Gerbezet - Mollard du Pin - Cerbazin - Carcassonne |

### Risques naturels
Le territoire communal est situé en zone de sismicité 4 (dite sismicité moyenne ou modérée), les bâtiments neufs devant être de « catégorie d'importance III »
| Type de zone | Niveau            | Définitions (bâtiment à risque normal) |
| ------------ | ----------------- | -------------------------------------- |
| Zone 3       | Sismicité modérée | accélération = 1,1 m/s2                |

## Toponymie
Les formes anciennes d’Attignat sont Attignas au XIVe siècle); Attignac en 1575 et 1691; Attignat en 1738,.
Homonymie avec Attignat (voir ce nom).
Le toponyme d’Attignat-Oncin est composé du nom des anciennes communes d’Attignat et d’Oncin. Cette dernière est absorbée peu avant ou au début de la période d'occupation du duché de Savoie par les troupes révolutionnaires françaises, entre 1790-1794, selon le site cassini.ehess.fr. Toutefois, on trouve déjà la forme Attignac-Onzin en 1691,.
Les mentions médiévales d’Oncin sont Ecclesia de Oncino en 1142; Capellanus de Oncins ou encore Parrochia de Oncino au cours du XIVe siècle. Pour le chanoine Gros, Oncin a pour origine le mot latin Oncinum, dérivant du nom de domaine d'un probable Onisius. Il n'y a cependant pas de trace d'une métathèse Onis- > Onci- dans les formes anciennes. L'élément Onci- se retrouve dans Oncieu (Ain, Onciacus 1191) à 75 km plus au nord, pour lequel Albert Dauzat propose le nom de personne gaulois Uncius, suivi du suffixe gaulois -acon de localisation et de propriété, et qui a pour homonyme 
Oncy (Essonne, Unciaco 1203), Uncey (Côte-d'Or, Unciacum 1178).
En francoprovençal, le nom de la commune s'écrit Attigna Onshin, selon la graphie de Conflans.

## Histoire

### Préhistoire et Antiquité
Quelques découvertes archéologiques ont permis de découvrir une concentration de tuiles gallo-romaines, repérée « en dessous » de l’église ; elle pourrait correspondre à un habitat local durant la période antique.

### Moyen Âge et Renaissance
Selon l’État des lieux patrimonial réalisé en 2005, Attignat (Atignas) et Oncin sont constitués en deux paroisses distinctes jusqu'à la Révolution française et sont mentionnées respectivement en 1142 et au XIVe siècle. La paroisse d'Attignat est dédiée à saint Ours, un des lieutenants de saint Maurice d'Agaune, et celle d'Oncin est consacrée à saint Martin de Tours. Elles paroisses dépendent par ailleurs rattachées au diocèse de Belley,.
Les territoires de ces deux paroisses appartiennent à une seigneurie qui relève de la commanderie des Échelles, avant d'appartenir dans l'organisation administrative du comté de Savoie, à la châtellenie (ou mandement) des Échelles.

### Époques moderne
Au hameau de la Ciétaz, située au nord du territoire, un édifice établi sur une proéminence a conservé des ouvertures anciennes caractéristiques du XVIIe siècle.

### Époque contemporaine
Au cours de la période d'occupation du duché de Savoie par les troupes révolutionnaires françaises, à la suite du rattachement de 1792, les communes d'Attignat (paroisse de Saint-Martin) et d'Oncin (paroisse de Saint-Roch) appartiennent au canton des Échelles, au sein du département du Mont-Blanc.
En 1743, Attignat compte 63 habitants contre 455 pour Oncin ; à la veille de la Révolution, en 1776, on compte 121 habitants à Attignat contre 761 à Oncin. Après l’unification des deux paroisses, la commune recense 1 425 habitants en 1801.
Selon une enquête menée par le quotidien Le Matin, du 21 février 2018, et par l'hebdomadaire Paris-Match, du 22 février 2018, le corps de la petite victime dans l'affaire Maëlys a été retrouvé sur le territoire de la commune d'Attignat-Oncin, non loin du hameau de Morotiot, le long d'une route forestière, au cœur d'une hêtraie et à proximité de la cascade de la Pissoire,.

## Politique et administration

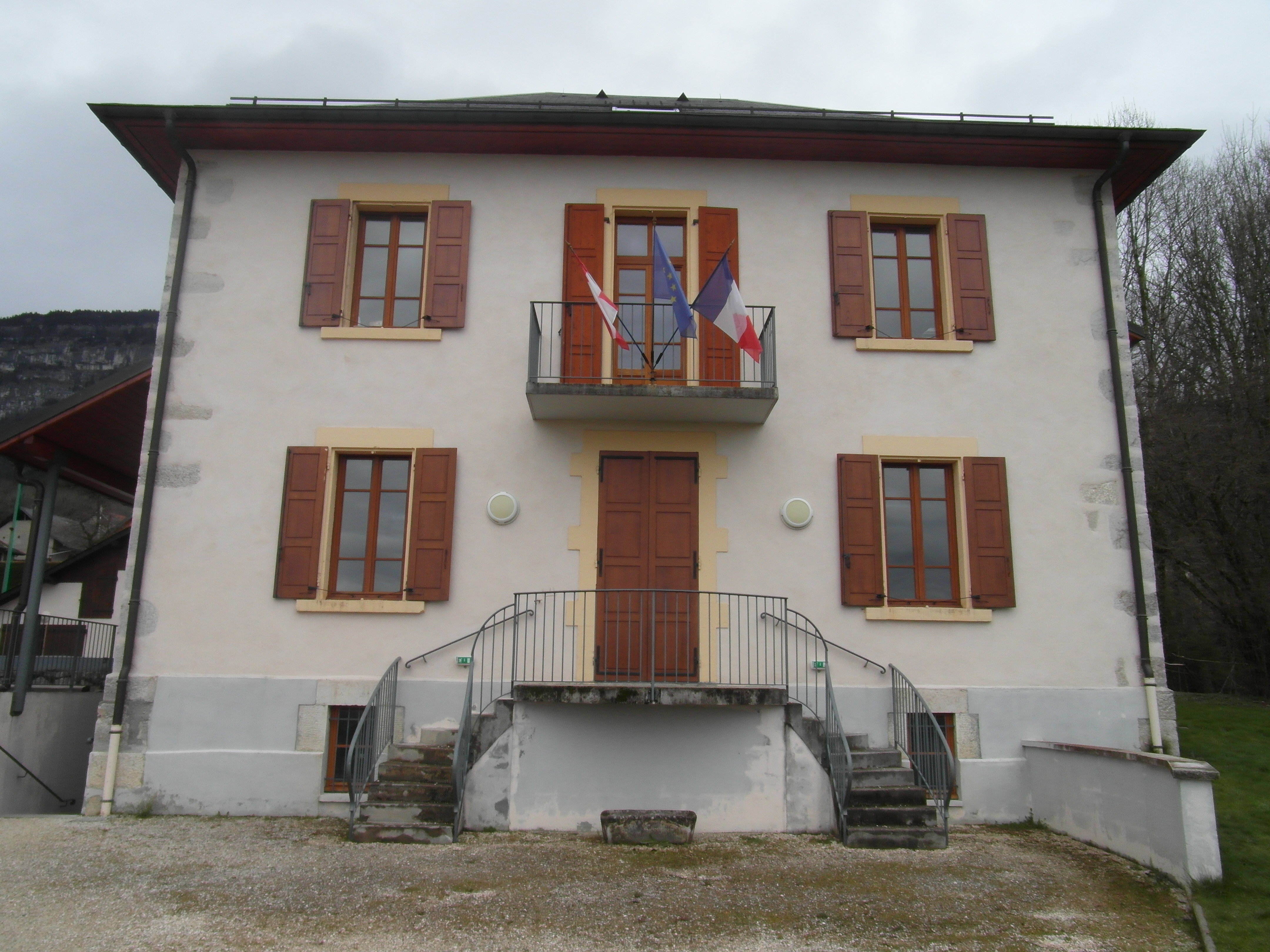
Mairie d'Attignat-Oncin

### Administration municipale
En 2018, le Conseil municipal de la ville d'Attignat-Oncin est composé de treize élus dont un maire, trois adjoints et neuf conseillers municipaux. Ce conseil est également composé de huit commissions : Finances, Urbanisme et environnement, Forêts, Bâtiments, matériel, routes, Associations et écoles, Information, Personnel communal et Appel d'Offres.

### Liste des maires
| Période                                  | Période                | Identité                 | Étiquette    | Qualité |
| ---------------------------------------- | ---------------------- | ------------------------ | ------------ | ------- |
| Les données manquantes sont à compléter. |                        |                          |              |         |
| 1860                                     | 1869                   | Anthelme Vallet (père)   |              |         |
| 1869                                     | 1870                   | Pierre Bovagnet          |              |         |
| 1870                                     | 1870                   | François Bellemin        |              |         |
| 1870                                     | 1878                   | Anthelme Vallet (fils)   |              |         |
| 1878                                     | 1879                   | François Tartavel (père) |              |         |
| 1879                                     | 1884                   | Anthelme Vallet (fils)   |              |         |
| 1884                                     | 1886                   | François Tartavel (fils) | Conservateur |         |
| 1886                                     | 1888                   | Victor Bovagnet          |              |         |
| 1888                                     | 1892                   | Jean Perret              |              |         |
| 1892                                     | 1908                   | Claude Mulet-Marquis     | Radical      |         |
| 1908                                     | 1919                   | Pierre Bernard           | Libéral      |         |
| 1919                                     | 1929                   | Claude Magnin            |              |         |
| 1929                                     | 1935                   | Claude Charvet           |              |         |
| 1935                                     | 1965                   | Claudius Court-Fortune   |              |         |
| 1965                                     | 2001                   | Michel Bovagnet          | DVD          |         |
| 2001                                     | 2020                   | Jean-Pierre Martin       | DVG          |         |
| 2020                                     | En cours (au mai 2020) | Thomas Ilbert            | SE           |         |

### Intercommunalité
La commune est adhérente à la communauté de communes du Lac d’Aiguebelette (dont le siège est situé à Novalaise), laquelle est rattachée à un syndicat mixte dénommé le SMAPS (Syndicat Mixte de l’Avant Pays Savoyard), regroupant également deux autres communautés de communes :  La communauté de communes de Yenne et la communauté de communes Val Guiers.
Les compétences du SMAPS sont essentiellement d'animer et coordonner un projet de territoire pour l’Avant Pays Savoyard, d'accompagner les communes, les structures intercommunales et leurs partenaires locaux dans leurs projets et de mettre en place un Schéma de Cohérence Territoriale (SCOT) et une Opération Programmée d’Amélioration de l’Habitat (OPAH). Le siège de ce syndicat est situé à Belmont-Tramonet.

## Population et société

### Démographie
Les habitants de la commune sont appelés les Oncinois(es).
L'évolution du nombre d'habitants est connue à travers les recensements de la population effectués dans la commune depuis 1561. Pour les communes de moins de 10 000 habitants, une enquête de recensement portant sur toute la population est réalisée tous les cinq ans, les populations de référence des années intermédiaires étant quant à elles estimées par interpolation ou extrapolation. Pour la commune, le premier recensement exhaustif entrant dans le cadre du nouveau dispositif a été réalisé en 2004.

En 2022, la commune comptait 572 habitants, en évolution de +8,75 % par rapport à 2016 (Savoie : +3,63 %, France hors Mayotte : +2,11 %).
| 1561 | 1793  | 1800  | 1801  | 1806  | 1822  | 1838  | 1848  | 1858  |
| ---- | ----- | ----- | ----- | ----- | ----- | ----- | ----- | ----- |
| 903  | 1 190 | 1 064 | 1 425 | 1 359 | 1 350 | 1 391 | 1 428 | 1 195 |

| 1861  | 1866  | 1872 | 1876 | 1881 | 1886 | 1891 | 1896 | 1901 |
| ----- | ----- | ---- | ---- | ---- | ---- | ---- | ---- | ---- |
| 1 068 | 1 030 | 983  | 996  | 955  | 925  | 855  | 768  | 746  |

| 1906 | 1911 | 1921 | 1926 | 1931 | 1936 | 1946 | 1954 | 1962 |
| ---- | ---- | ---- | ---- | ---- | ---- | ---- | ---- | ---- |
| 715  | 682  | 563  | 641  | 623  | 545  | 538  | 521  | 492  |

| 1968 | 1975 | 1982 | 1990 | 1999 | 2004 | 2006 | 2009 | 2014 |
| ---- | ---- | ---- | ---- | ---- | ---- | ---- | ---- | ---- |
| 448  | 380  | 397  | 398  | 418  | 502  | 531  | 551  | 534  |

| 2019 | 2022 | - | - | - | - | - | - | - |
| ---- | ---- | - | - | - | - | - | - | - |
| 563  | 572  | - | - | - | - | - | - | - |

### Enseignement

#### Enseignement primaire
La commune est située dans l'académie de Grenoble. Elle gère l'école primaire du Chef-lieu (trois classes), regroupant 75 enfants. 

### Équipements sportif et culturel
La commune gère une bibliothèque située dans le bâtiment de la mairie.
Les citoyens de la commune peuvent adhérer à l'association d’Animation de la Vallée des Échelles (AAVE) qui regroupe des structures d'animations sociales, particulièrement dans le domaine de l'enfance.
Le centre socioculturel du Lac d’Aiguebelette auquel est rattachée la commune propose des activités diverses : badminton, gymnastique, couture, dessin et peinture, des créations artistiques et ludiques, des séances de cinéma, un initiation au cirque et sorties culturelles.

### Cultes
La communauté catholique de la commune d'Attignat-Oncin, ainsi que l'église Saint-Martin (propriété communale) est rattachée à la « Paroisse Sainte-Rose en Aiguebelette » qui regroupe onze communes de la région, au sein de l'archidiocèse de Chambéry, Maurienne et Tarentaise (Diocèses de Savoie).

### Médias

#### Presse écrite
La presse écrite locale est représentée essentiellement par un titre
- Le Dauphiné libéré

Historiquement, le quotidien à grand tirage Le Dauphiné libéré consacre, chaque jour, y compris le dimanche, dans son édition de Chartreuse et de Chambéry, un ou plusieurs articles à l'actualité de la ville, ainsi que des informations sur les éventuelles manifestations locales, les travaux routiers, et autres événements divers à caractère local.

#### Radio et télévision
La commune est couverte par des antennes locales de radios dont France Bleu Pays de Savoie ainsi que par des antennes locales de radios dont France Bleu Pays de Savoie, Radio ISA, et Radio Couleur Chartreuse.
La chaîne de télévision locale TV8 Mont-Blanc diffuse des émissions sur les pays de Savoie, notamment l'émission « La Place du village ». France 3 et sa station régionale France 3 Alpes, peuvent parfois relater les faits de vie de la commune.

## Économie
Le commune fait partie de l'aire géographique de production et transformation du « Bois de Chartreuse », la première AOC de la filière Bois en France,.

### Tourisme
L'organisme promotionnel Savoie Mont Blanc estimait en 2017 que la capacité d'accueil de la commune était de 413 lits touristiques répartis sur 68 établissements. Les hébergements se répartissent comme suit : un meublé ; une structure d'hôtellerie de plein air (contre deux en 2016) ; deux chambres d'hôtes,.
La commune possède sur son territoire, au lieu-dit Le Génaz, situé à 500 mètres d'altitude, un terrain de camping dénommé "Camping du Signal", aménagé pour douze emplacements, et appartenant au réseau Accueil paysan.

## Culture locale et patrimoine

### Lieux et monuments
Croix gothique en pierre

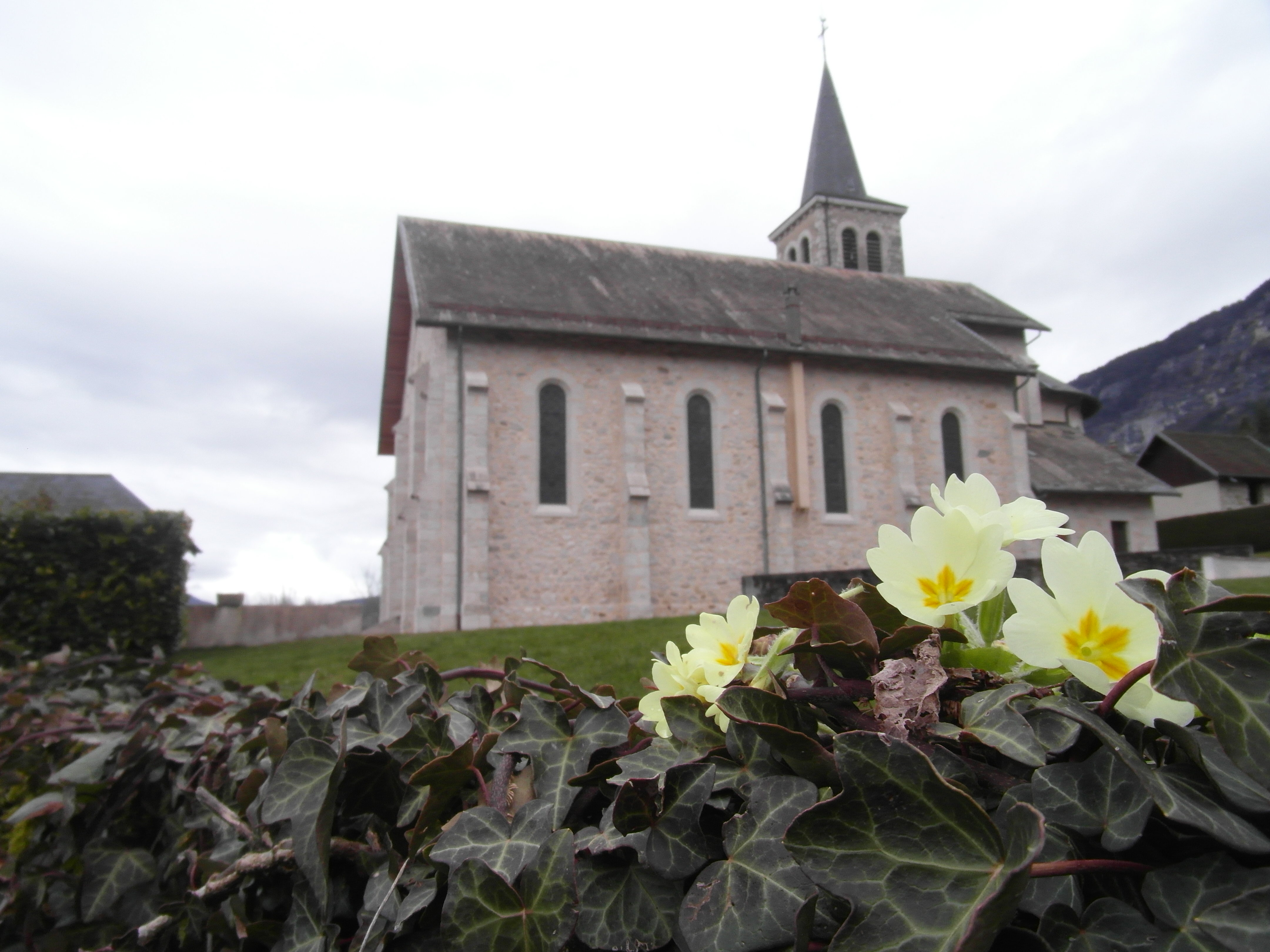
Église d'Attignat-Oncin.

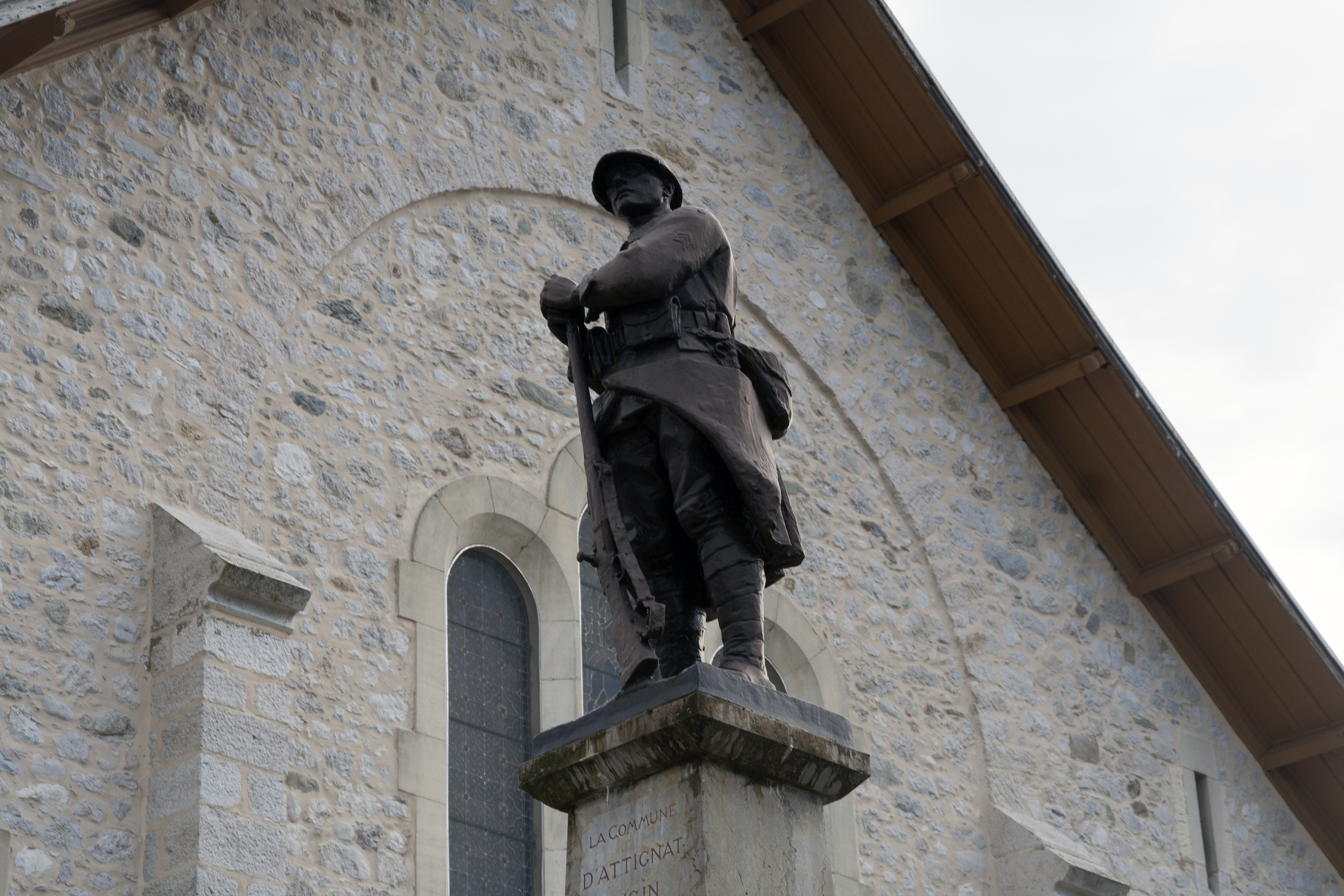
Le monument aux morts.

Situé dans le hameau du Gerbezet, celle-ci date du Xe siècle.
Église Saint-Martin
Construite sur l'emplacement de l'ancienne église paroissiale d’Oncin, celle-ci date du XIXe siècle.
Monument aux morts
Ce monument qui présente la statue d'un soldat de la première guerre mondiale en pied est situé devant l'église.
Stèle à la mémoire d’Albert Robin
Stèle édifiée au lieu-dit « La Chanaye », à la mémoire d’Albert Robin, résistant FTP, abattu par les Allemands le 19 mai 1944,.

### Patrimoine naturel
La commune fait partie du parc naturel régional de Chartreuse.
- Forêt communale d'Attignant-Oncin.
- Panorama du mont Grêle.
- Les gorges du Grenand.

### Personnalités liées à la commune
- Le général-comte de Boigne y acquit une maison, surnommée « la Grand'maison », ainsi que diverses propriétés agricoles.
- L'animateur Jacques Martin était originaire de la commune par sa grand-mère maternelle, qui épousa le chef de cuisine du tsar de Russie ; il reviendra sur la commune avec sa mère, durant la guerre.[réf. nécessaire]

### Héraldique
| Blason de Attignat-Oncin | Blason  | D'or fretté de sable, au franc-quartier de gueules à la croix d'argent. |
| Blason de Attignat-Oncin | Détails | Le statut officiel du blason reste à déterminer.                        |